# The Face at Your Window
The Face at Your Window er en amerikansk stumfilm fra 1920 af Richard Stanton.

## Medvirkende
- Gina Relly som Ruth Kravo
- Earl Metcalfe som Frank Maxwell
- Edward Roseman som Comrade Kelvin
- Boris Rosenthal som Ivan Koyloff
- Walter McEwen som Hiram Maxwell
- Diana Allen
- Alice Reeves som Ethel Harding
- Frazer Coulter som Nicholas Harding
- William Corbett som Steve Drake
- Robert Cummings som Kravo
- Henry Armetta som Danglo
- Frank Farrington